# Eleanor Perenyi
Eleanor Spencer Stone Perényi (Washington, 1918. január 4. – Westerly, 2009. május 3.) kertész és író volt. Számos könyvet írt, köztük a Green Thoughts (Zöld gondolatok) című esszégyűjteményt, amely saját kertészeti tapasztalatain alapul.

## Életrajza
Eleanor Perenyi az amerikai haditengerészet tisztjének, Ellis S. Stone-nak és Grace Zaring Stone-nak a lánya volt. Grace Zaring Stone Escape (Menekülés) című náciellenes regényét Ethel Vance álnéven írta, mert félt, hogy veszélybe sodorja lánya biztonságát, aki akkoriban férjével, a magyar nemes báró Perényi Zsigmond fiával élt a fasisztabarát Magyarországon, amely akkoriban a tengelyhatalmak szövetségese volt a második világháborúban.

## Művei
Perenyi leginkább a Green Thoughts: A Writer in the Garden szerzőjeként ismert, amely a férje vidéki birtokán, a mai ukrajnai Vinohragyiv (Виноградів; az egykori Nagyszőlős, Magyarország) város közelében végzett munkájából merített. Az ottani életét az 1946-ban írt emlékiratai (More Was Lost) is megörökítik, amelyekben leírja házasságát magyar nemes férjével és a II. világháború hatását a vidéki Magyarország életére. További könyvei közé tartozik The Bright Sword  (A fényes kard; 1955) című polgárháborús regénye és Liszt Ferencről szóló tanulmánya (Liszt: the artist as romantic hero).
Green Thoughts című könyvéről Brooke Astor írt kritikát a The New York Timesban.
A More Was Lost című kötetet a New York Review of Books Press 2016-ban újranyomta J. D. McClatchy költő bevezetőjével, és Sadie Stein a The Paris Review-ban közölt róla kritikát.

## Könyvei
- Perényi, Eleanor Spencer Stone. Green thoughts: a writer in the garden. Random House(wd) (1981). ISBN 978-0-394-50375-2
- Perenyi, Eleanor. More Was Lost. New York Review of Books Press (2016). ISBN 9781590179499
- Perenyi, Eleanor. Liszt: the artist as romantic hero. Little, Brown (1974). ISBN 9780316699105
- Perenyi, Eleanor. The Bright Sword. Rinehart & Co. (1955). OCLC 1662091

### Magyarul megjelent
- Több veszett el (More Was Lost) – Kortárs, Budapest, 2003 · ISBN 9639297895 · Fordította: Vajda Tünde

## Elismerése
Perenyi 1982-ben az Amerikai Művészeti és Irodalmi Akadémia irodalmi díját kapta.

## Fordítás
- Ez a szócikk részben vagy egészben  az   Eleanor Perenyi című angol Wikipédia-szócikk fordításán alapul.  Az eredeti cikk szerkesztőit annak laptörténete sorolja fel. Ez a jelzés csupán a megfogalmazás eredetét és a szerzői jogokat jelzi, nem szolgál a cikkben szereplő információk forrásmegjelöléseként.